# Saint-Fraimbault
Saint-Fraimbault è un comune francese di 632 abitanti situato nel dipartimento dell'Orne nella regione della Normandia.

## Società

### Evoluzione demografica
Abitanti censiti